# Municipio de Butler (condado de Mercer)
El municipio de Butler (en inglés: Butler Township) es un municipio ubicado en el condado de Mercer en el estado estadounidense de Ohio. En el año 2010 tenía una población de 6345 habitantes y una densidad poblacional de 73,71 personas por km².

## Geografía
El municipio de Butler se encuentra ubicado en las coordenadas 40°28′58″N 84°37′53″O / 40.48278, -84.63139. Según la Oficina del Censo de los Estados Unidos, el municipio tiene una superficie total de 86.08 km², de la cual 85.59 km² corresponden a tierra firme y (0.57%) 0.49 km² es agua.

## Demografía
Según el censo de 2010, había 6345 personas residiendo en el municipio de Butler. La densidad de población era de 73,71 hab./km². De los 6345 habitantes, el municipio de Butler estaba compuesto por el 98.82% blancos, el 0.08% eran afroamericanos, el 0.19% eran amerindios, el 0.06% eran asiáticos, el 0.24% eran isleños del Pacífico, el 0.32% eran de otras razas y el 0.3% pertenecían a dos o más razas. Del total de la población el 0.79% eran hispanos o latinos de cualquier raza.